# Alfred von Schlieffen
Artykuł ten został zgłoszony do umieszczenia na stronie głównej w rubryce „Czy wiesz”.
Pomóż nam go sprawdzić: oceń zgłoszoną nominację.
Hrabia Alfred von Schlieffen (ur. 28 lutego 1833 w Berlinie, zm. 4 stycznia 1913 tamże) – pruski i niemiecki feldmarszałek. Jako szef sztabu armii pruskiej w latach 1891–1905 był jednym z głównych twórców niemieckich planów strategicznych przed I wojną światową (plan Schlieffena), twórca współczesnych koncepcji wojny błyskawicznej.

## Życiorys
Pochodził ze starej pruskiej rodziny szlacheckiej Schlieffenów. Mieszkał z ojcem, majorem Magnusem von Schlieffenem, w ich majątku na Śląsku, który opuścił w 1842 roku, aby rozpocząć naukę. Młody Schlieffen początkowo nie wykazywał zainteresowania wstąpieniem do wojska i co nietypowe dla syna pruskiego oficera w tamtych czasach, nie uczęszczał do pruskich akademii kadetów. Zamiast tego podjął cywilne studia na Uniwersytecie Berlińskim. Podczas studiów prawniczych w 1853 roku rozpoczął odbywanie rocznej obowiązkowej służby wojskowej. Następnie jednak, zamiast przejść do rezerwy, został wybrany na kandydata do szkolenia oficerskiego. W ten sposób rozpoczął długą karierę wojskową, pnąc się po szczeblach hierarchii wojskowej przez 53 lata służby.
W 1868 roku, piętnaście lat po rozpoczęciu służby, Schlieffen poślubił swoją kuzynkę, hrabinę Annę Schlieffen. Mieli dwoje dzieci, po urodzeniu drugiej córki Marie jego żona zmarła. Schlieffen skupił wówczas całą swoją uwagę na karierze wojskowej.

### Służba wojskowa
Z polecenia swoich dowódców Schlieffen został przyjęty do Ogólnej Szkoły Wojennej w 1858 roku w wieku 25 lat, znacznie wcześniej niż inni. Ukończył ją w 1861 roku z wyróżnieniem, co gwarantowało mu stanowisko oficera Sztabu Generalnego. W 1862 roku został przydzielony do Biura Topograficznego Sztabu Generalnego, co zapewniło mu wiedzę geograficzną i nauczyło zwracać uwag na taktyczne oraz strategiczne znaczenie terenu i pogody w prowadzeniu działań wojennych, co miało mu się przydać w całej karierze, szczególnie w prowadzonych przez niego grach wojennych i w opracowywaniu planów wojennych, w tym słynnego planu Schlieffena. W 1865 roku został przeniesiony do niemieckiego Sztabu Generalnego, choć początkowo jego rola była niewielka. Po raz pierwszy wziął udział w działaniach wojennych jako oficer sztabowy Pruskiego Korpusu Kawalerii w bitwie pod Sadową w 1866 roku, podczas wojny austriacko-pruskiej. Prowadzona tam taktyczna „bitwa okrążająca” była od tego momentu stałym elementem jego doktryny taktycznej, nawet jeśli jego doktryna strategiczna konsekwentnie faworyzowała kontrofensywę, zarówno ze względu na jego zrozumienie terenu, jak i szacunek dla oceny Carla von Clausewitza dotyczącej stale malejącej siły ofensywy.
Podczas wojny francusko-pruskiej dowodził niewielkim oddziałem w Dolinie Loary, w jednej z najtrudniejszych kampanii armii pruskiej we Francji. Fryderyk I, wielki książę Badenii, awansował go do stopnia majora i obsadził na stanowisku szefa wydziału historii wojskowości. Po latach pracy u boku Helmutha von Moltkego starszego i Alfreda von Waldersee, 4 grudnia 1886 roku awansował na generała majora, a wkrótce potem, po przejściu Moltkego na emeryturę, został zastępcą szefa sztabu Waldersee. Niedługo potem został generałem kwatermistrzem, następnie generałem porucznikiem 4 grudnia 1888 roku i wreszcie generałem kawalerii 27 stycznia 1893 roku.
W 1904 roku, w czasie powstania Herero w Niemieckiej Afryce Południowo-Zachodniej (obecnie Namibia), jako szef sztabu generalnego von Schlieffen poparł ludobójczą politykę Lothara von Trothy wobec ludów Herero i Namaqua, twierdząc, że wojna rasowa, raz rozpoczęta, może zostać zakończona jedynie przez unicestwienie lub całkowite zniewolenie jednej ze stron. Zasadniczo zgadzał się z osławionym Vernichtungsbefehl („rozkazem eksterminacji”) von Trothy z 2 października 1904 roku, usprawiedliwiając nawet liczne przypadki zabijania kobiet z plemienia Herero przez Niemców, pisząc: Jeśli […] kobiety zostały zastrzelone, to należy pamiętać, że kobiety nie tylko brały udział w walkach, ale były również głównymi sprawczyniami okrutnego i straszliwego męczeństwa, któremu często poddawani byli nasi ranni, i że widok tych ofiar […] prowokował towarzyszy do zrozumiałej furii . Dopiero po interwencji kanclerza Bernharda von Bülowa i obawie przed splamieniem wizerunku Niemiec na arenie międzynarodowej, Schlieffen zgodził się w grudniu 1904 roku na uchylenie rozkazu Trothy nakazującego zabijanie na miejscu nieuzbrojonych i poddających się Herero .
W sierpniu 1905 roku, w wieku 72 lat, Schlieffen został kopnięty przez konia swojego towarzysza, co uczyniło go „niezdolnym do walki”. Po prawie 53 latach służby Schlieffen przeszedł na emeryturę w Nowy Rok 1906 roku. W 1911 roku otrzymał od cesarza honorowy awans na feldmarszałka. Zmarł 4 stycznia 1913 roku, zaledwie 19 miesięcy przed wybuchem I wojny światowej. Jego ostatnie słowa miały brzmieć: Pamiętajcie: utrzymajcie prawe skrzydło bardzo silne (w nawiązaniu do głównego manewru strategicznego Aufmarsch I West), ale uważa się, że opowieść ta jest apokryficzna i powstała dziesiątki lat po jego śmierci.

## Poglądy na rozwój armii niemieckiej
Według Schlieffena niższy wskaźnik poboru do armii niemieckiej (55% w porównaniu ze wskaźnikiem dla armii francuskiej wynoszącym 80%) stworzył nierównowagę liczebną, którą dodatkowo pogłębił sojusz francusko-rosyjski z 1896 roku. Niemieckie zdolności taktyczne i operacyjne nie były w stanie zrekompensować tych niedoborów. Schlieffen chciał wprowadzić powszechny pobór i utworzyć jak najwięcej jednostek bojowych z wyszkolonych rezerwistów. Polityka poboru była kontrolowana przez pruskie Ministerstwo Wojny, które podlegało Reichstagowi. Schlieffen planował utworzyć masę nowych jednostek po wybuchu wojny, kiedy miał objąć dowództwo nad armią. Po mobilizacji duża liczba rezerwistów miała zostać przydzielona do batalionów zapasowych (Ersatzbataillone), oczekując na dołączenie do armii polowej.
Od czerwca 1891 roku Schlieffen proponował utworzenie z Ersatzbataillone brygad armii polowej, ale jednostki te nie stanowiły skutecznej siły. Jednostki zapasowe, użyte jako jednostki polowe, również nie byłyby w stanie zastąpić strat w szeregach armii polowej. Ministerstwo Wojny odrzuciło propozycje Schlieffena i nic w tej kwestii nie zrobiono aż do 1911 roku, sześć lat po przejściu Schlieffena na emeryturę, kiedy to generał Erich Ludendorff utworzył sześć dywizji zapasowych. Schlieffen nadal wierzył w masowe wykorzystanie Ersatzbataillone, podkreślając ich fundamentalne znaczenie w Denkschrifcie (memorandum lub artykule doradczym), który stał się znany jako plan Schlieffena (styczeń 1906). Denkschrift nie był planem kampanii, ponieważ Schlieffen przeszedł na emeryturę 31 grudnia 1905 roku, a 96 dywizji potrzebnych do realizacji tego planu wojny na jednym froncie nigdy nie powstało (w 1914 roku armia niemiecka liczyła 79 dywizji, z czego 68 rozmieszczono na zachodzie). Był to raczej pokaz tego, co Niemcy mogłyby osiągnąć, gdyby wprowadzono powszechny pobór do wojska.
Mimo to Schlieffen uważał, że nawet ta hipotetyczna, licząca 96 dywizji armia niemiecka prawdopodobnie nie byłaby w stanie pokonać Francji:

Te przygotowania [do okrążenia Paryża] można przeprowadzić w dowolny sposób: wkrótce okaże się, że będziemy zbyt słabi, aby kontynuować operację w tym kierunku. Będziemy mieli takie samo doświadczenie, jak wszyscy poprzedni zdobywcy – że wojna ofensywna wymaga i zużywa bardzo poważne siły, że siły te słabną nawet, gdy siły obrońcy stają się silniejsze, a to jest szczególnie istotne w kraju najeżonym fortecami

Bez dwunastu dywizji zastępczych na prawym skrzydle (w 1914 roku armia niemiecka dysponowała sześcioma takimi jednostkami, które operowały w Lotaryngii), oskrzydlenie Paryża było niemożliwe. Schlieffen przyznał w Denkschricie, że jednostki zastępcze nie byłyby w stanie dogonić prawego skrzydła pieszo, a sieć kolejowa nie wystarczyłaby do przemieszczenia dwunastu dywizji zastępczych do Paryża. Jeśli nie dałoby się ich wysłać na prawe skrzydło, można by je rozmieścić praktycznie w dowolnym innym miejscu na froncie niemieckim, czy to między Verdun a Mézières, w Metzu, czy na prawym brzegu Mozeli. Nie ma dowodów na to, że Schlieffen przeprowadził ćwiczenia w celu przetestowania schematu manewru podobnego do tego w Denkschrifcie, okrążenia Paryża przez prawą flankę, co byłoby zaskakujące, gdyby stanowiło to szczyt strategicznej myśli Schlieffena. Żaden z zachowanych planów rozmieszczenia (Aufmarsch), przemieszczenia sztabu generalnego (Generalstabsreisen) ani gier wojennych (Kriegsspiele) Schlieffena nie ma nic wspólnego z manewrem znanym z planu Schlieffena; plany są zgodne z doktryną kontrataku Schlieffena. 11 grudnia 1893 roku Schlieffen napisał Denkschrift, który stanowił ukoronowanie jego idei wojny masowej. Według niego, gdy nadejdzie wojna, rząd niemiecki powinien ogłosić pełną mobilizację w Prusach Wschodnich, ze względu na ich podatność na rajdy rosyjskiej kawalerii. Milicja Prus Wschodnich miała używać przygotowanego sprzętu; za tą osłoną milicji niemiecka armia polowa miała się rozmieścić, a następnie odeprzeć Rosjan.

## Planowanie wojenne

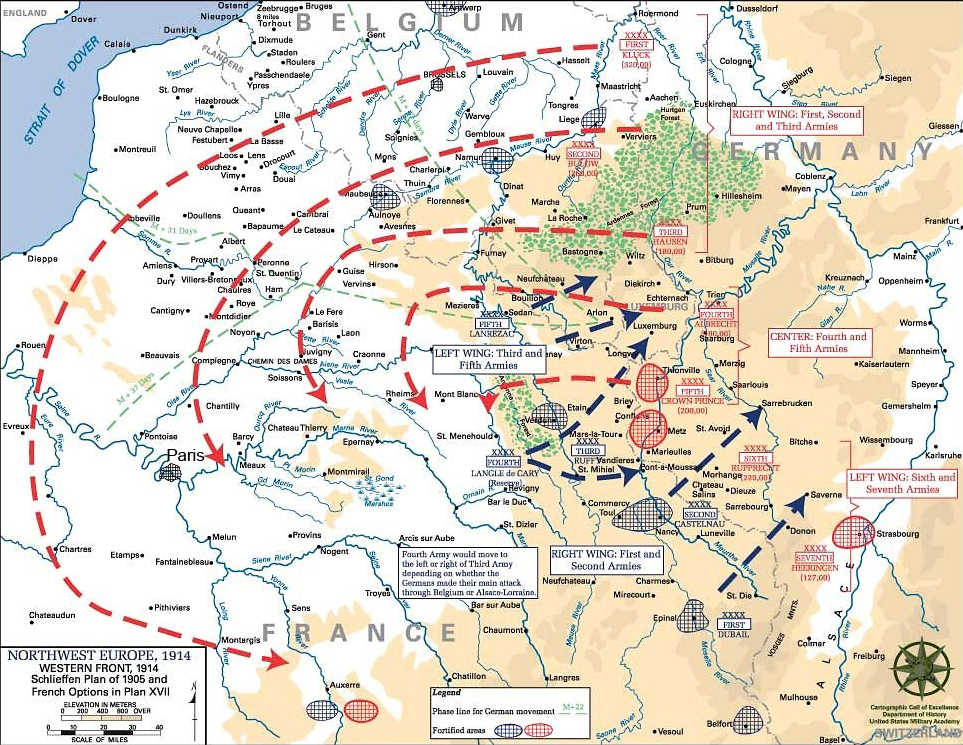
„Front zachodni 1914. Plan Schlieffena z 1905 r. Plan francuski XVII” (USMA). Amerykański historyk wojskowości Terence Zuber określił go jako miszmasz i marzenie stratega zza biurka

Kamieniem węgielnym planowania wojny przez Schlieffena była niewątpliwie strategiczna kontrofensywa. Schlieffen głęboko wierzył w siłę ataku w kontekście operacji obronnej. Mniejsze siły niemieckie w porównaniu z francusko-rosyjską Ententą oznaczały, że ofensywna postawa przeciwko jednej lub obu stronom była w zasadzie samobójcza. Z drugiej strony, Schlieffen pokładał wielką wiarę w zdolności Niemiec do wykorzystania swoich kolei do przeprowadzenia kontrofensywy przeciwko hipotetycznym francuskim lub rosyjskim siłom inwazyjnym, pokonania ich, a następnie szybkiego przegrupowania swoich wojsk i rozpoczęcia kontrofensywy przeciwko drugiej stronie. Cytując Holmesa:

Generalstabsreise Ost [Wschodnia gra wojenna] z 1901 roku była kontynuacją Generalstabsreise West z tego samego roku, w której Francuzi zaatakowali przez Belgię i Luksemburg, po czym zostali ostatecznie pokonani przez [niemiecki] kontratak na lewym brzegu Renu, w pobliżu granicy z Belgią. To właśnie to zwycięstwo obronne miał na myśli Schlieffen, mówiąc o potrzebie najpierw zmiażdżenia jednego wroga, a następnie zwrócenia się przeciwko drugiemu. Nalegał, aby Niemcy „poczekali, aż wróg wyjdzie zza swoich wałów obronnych, co w końcu nastąpi”. Takie podejście przyjęto w tym ćwiczeniu, a Niemcy odnieśli decydujące zwycięstwo nad Francuzami

Schlieffen dostrzegał jednak również potrzebę planowania ofensywnego, ponieważ jego zaniechanie ograniczyłoby możliwości działania armii niemieckiej, gdyby sytuacja tego wymagała. W 1897 roku, opierając się na planie z 1894 roku, Schlieffen opracował plan taktyczny, który – uznając ograniczoną siłę ofensywną armii niemieckiej i jej zdolność do strategicznych manewrów – zasadniczo sprowadzał się do użycia brutalnej siły, aby przełamać francuską obronę na granicy francusko-niemieckiej. Aby uzupełnić ten prosty manewr i zwiększyć jego szanse powodzenia, uznał za konieczne oskrzydlenie linii twierdz od północy i skupienie się na jej zniszczeniu z północy na południe, począwszy od Verdun. Był to plan taktyczny skoncentrowany na zniszczeniu linii twierdz, który wymagał bardzo niewielkiego ruchu ze strony zaangażowanych sił.
W 1905 roku Schlieffen opracował jednak swój pierwszy plan strategicznej operacji ofensywnej – plan Schlieffena (Denkschrift – memorandum planu Schlieffena). Plan ten opierał się na hipotezie odizolowanej wojny francusko-niemieckiej, w której nie uczestniczyłaby Rosja, i zakładał atak Niemiec na Francję. Wstępny projekt tego planu był tak prymitywny, że w ogóle nie uwzględniał kwestii zaopatrzenia i nie precyzował faktycznej liczby zaangażowanych żołnierzy. Zakładał on jednak, że Niemcy będą musiały wystawić co najmniej 100 000 kolejnych żołnierzy zawodowych i 100 000 „namiastek” (ersatz) członków milicji (ta ostatnia liczba mieściła się w możliwościach Niemiec już w 1905 roku), a także liczyć na siły austro-węgierskie i włoskie rozmieszczone w niemieckiej wówczas Alzacji i Lotaryngii w celu obrony. Armia niemiecka miała następnie przemieścić się przez holenderską prowincję Limburgia i północną Belgię, zabezpieczając południową Belgię i Luksemburg osłoną flanki, aby chronić zarówno Niemcy, jak i główne siły przed francuską ofensywą podczas tego krytycznego manewru [co było celem francuskiego Planu XVII z 1913 roku].
Innym czynnikiem branym pod uwagę przy opracowywaniu planu była liczebność armii samych Niemiec i ich wrogów. Schlieffen obliczył, że Niemcy w czasie pokoju dysponowałyby siłą 612 000 żołnierzy, co stanowi przewagę nad 593 000 żołnierzy Francji. Choć liczebność ludności i armii Rosji na pierwszy rzut oka wydawała się przerażająca, Schlieffen nie uważał jej za poważne zagrożenie dla swoich planów. Będąc świadkiem wojny rosyjsko-japońskiej i upokarzającej porażki armii rosyjskiej, Schlieffen nie uważał Rosji za poważne zagrożenie, biorąc pod uwagę jej słabą sieć kolejową.
Ale to właśnie tutaj, w drugiej i ostatniej fazie operacji, Schlieffen pokazał swój prawdziwy geniusz: dostrzegł ogromną siłę francuskiego „drugiego obszaru obronnego”, w którym Francuzi mogą wykorzystać sektor-twierdzę Verdun, „twierdzę Paryż”, oraz rzekę Marnę jako podstawę bardzo silnej linii obronnej. Doceniając jej siłę obronną, Schlieffen wiedział, że będzie musiał spróbować zmusić Francuzów do wycofania się znad Marny lub przynajmniej zabezpieczyć przyczółek na Marnie i/lub Sekwanie, jeśli nie chciał, aby druga niemiecka operacja/kampania wojenna poniosła ogromne straty. Aby to osiągnąć, Schlieffen nalegał, by armia niemiecka przekroczyła Sekwanę na zachód od Paryża i, jeśli uda jej się to zrobić zachowując pełną siłę bojową, stawiając czoła słabemu oporowi, mogłaby nawet zmusić Francuzów do wycofania się z najdalej na zachód wysuniętych odcinków Marny i okrążyć Paryż.
Jednakże większość planów Schlieffena nadal podążała za jego osobistymi preferencjami dotyczącymi kontrofensywy. Aufmarsch II i Aufmarsch Ost (później odpowiednio Aufmarsch II West i Aufmarsch I Ost) nadal podkreślały, że największą nadzieją Niemiec na przetrwanie w obliczu wojny z francusko-rosyjskim sojuszem była strategia obronna. Ta „strategia obronna” była pogodzona z bardzo ofensywną postawą taktyczną, ponieważ Schlieffen utrzymywał, że zniszczenie sił atakujących wymagało ich otoczenia i atakowania ze wszystkich stron aż do kapitulacji, a nie jedynie odparcia, jak w przypadku „biernej” obrony:

Omawiając właściwą niemiecką odpowiedź na francuską ofensywę między Metzem a Strasburgiem, podkreślał, że armia inwazyjna nie może zostać zepchnięta na pozycje graniczne, lecz unicestwiona na terytorium niemieckim, a „jest to możliwe jedynie poprzez atak na flankę i tyły wroga”. Ilekroć natrafiamy na tę formułę, musimy zwrócić uwagę na kontekst, który często wskazuje, że Schlieffen mówi o kontrataku w ramach strategii obronnej

Po wypadku z koniem, mając 72 lata, Schlieffen zaczął planować przejście na emeryturę. Jego następca nie został jeszcze ustalony. Gen. mjr Rüdiger von der Goltz był głównym kandydatem, ale cesarz Wilhelm II nie darzył go sympatią. Ulubieńcem cesarza był Helmuth von Moltke młodszy, który po przejściu Schlieffena na emeryturę został szefem sztabu.
Moltke opracował następnie Aufmarsch II Ost, wariant Aufmarsch Ost Schlieffena, przeznaczony na odizolowaną wojnę rosyjsko-niemiecką. Wydaje się, że Schlieffen próbował wmówić Moltkemu, że ofensywna strategia przeciwko Francji może zadziałać jedynie w przypadku odizolowanej wojny francusko-niemieckiej, ponieważ w przeciwnym razie siły niemieckie będą zbyt słabe, aby ją wdrożyć. W związku z tym Moltke nadal próbował zastosować ofensywną strategię Aufmarsch I West do wojny na dwóch frontach, z którą Niemcy mierzyli się od 1914 roku, oraz obronny plan Schlieffena Aufmarsch II West. Z powodu zbyt małej liczby wojsk, aby przedostać się na zachód od Paryża, nie mówiąc już o próbie sforsowania Sekwany, kampania Moltkego nie zdołała przełamać francuskiego „drugiego sektora obronnego”, a jego wojska zostały odparte w bitwie nad Marną

## Wpływ

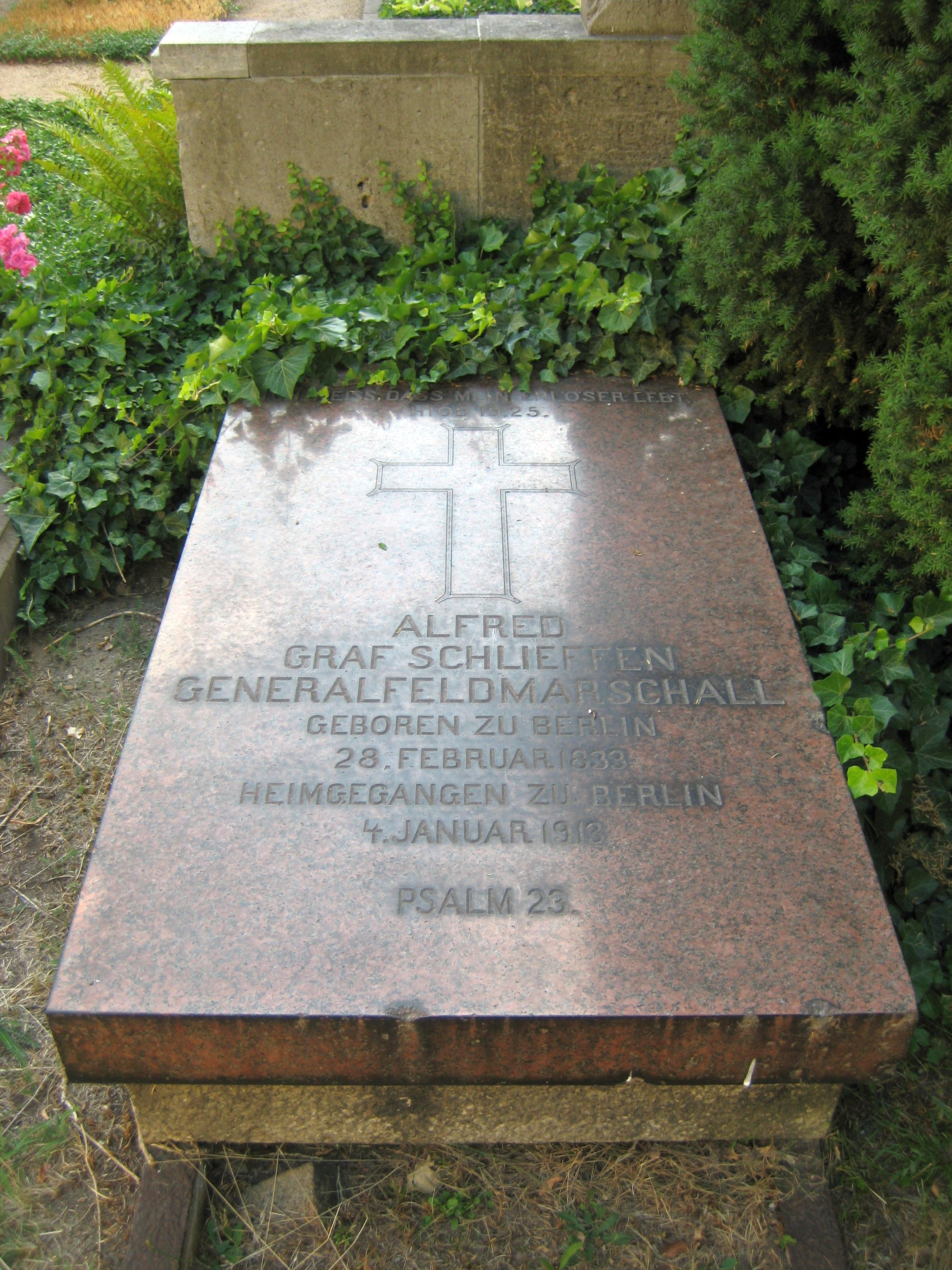
Grób Schlieffena na cmentarzu Invalidenfriedhof w Berlinie

Schlieffen był prawdopodobnie najbardziej znanym współczesnym strategiem swoich czasów, ale krytykowano go za „wąską scholastykę wojskową”.
Teorie operacyjne Schlieffena miały wywrzeć głęboki wpływ na rozwój wojny manewrowej w XX wieku, głównie za sprawą jego przełomowego traktatu Kanny, który dotyczył zdecydowanie nienowoczesnej bitwy pod Kannami z 216 r. p.n.e., w której Hannibal pokonał Rzymian. Jego traktat miał dwa główne cele. Po pierwsze, miał wyjaśnić, w formie pisemnej, koncepcję manewru Schlieffena, a w szczególności manewru okrążającego, wraz z innymi podstawami sztuki wojennej. Po drugie, miał być narzędziem dla Sztabu Generalnego, Akademii Wojennej i całej armii. Jego teorie były gruntownie studiowane, zwłaszcza na wyższych akademiach wojskowych w Stanach Zjednoczonych i Europy po I wojnie światowej. Amerykańscy teoretycy wojskowi cenili go tak wysoko, że jego główne dzieło literackie, Kanny, zostało przetłumaczone w Fort Leavenworth i było rozpowszechniane w armii amerykańskiej oraz w środowisku akademickim.
Oprócz wizerunku wielkiego militarysty, z którego słynie Schlieffen, istnieją również ukryte cechy feldmarszałka, o których często się nie wspomina. Jak wiadomo, Schlieffen był strategiem. W przeciwieństwie do swojego szefa sztabu, Waldersee, Schlieffen unikał spraw politycznych i aktywnie angażował się w zadania Sztabu Generalnego, w tym w przygotowywanie planów wojennych i utrzymanie gotowości armii niemieckiej do wojny. Skupiał wiele uwagi na planowaniu. Poświęcał czas na szkolenie, edukację wojskową i adaptację nowoczesnej technologii do celów wojskowych oraz planowanie strategiczne.
Było oczywiste, że Schlieffen był bardzo zaangażowany w przygotowywanie i planowanie przyszłych działań wojennych. Uważał, że jednym z jego głównych zadań jest przygotowanie młodych oficerów do odpowiedzialnego działania podczas planowania manewrów, ale także do kierowania nimi na polu bitwy.
Odnosząc się do taktyki Schlieffena, gen. Walter Bedell Smith, szef sztabu gen. Dwighta D. Eisenhowera, naczelnego dowódcy Alianckich Sił Ekspedycyjnych w czasie II wojny światowej, zauważył, że generał Eisenhower i wielu jego oficerów sztabowych, wychowanków amerykańskich akademii wojskowych, było przesiąkniętych ideą tego typu szerokiego, śmiałego manewru, mającego przynieść decydujące rezultaty
Generał Erich Ludendorff, uczeń Schlieffena, który zastosował jego nauki o okrążeniu w bitwie pod Tannenbergiem, niegdyś okrzyknął Schlieffena jednym z najwspanialszych żołnierzy w historii.
Długo po jego śmierci niemieccy oficerowie Sztabu Generalnego okresu międzywojennego i II wojny światowej, a zwłaszcza gen. Hans von Seeckt, uznali intelektualny dług wobec teorii Schlieffena podczas opracowywania doktryny blitzkriegu. Pierwotny plan niemieckiej inwazji na Francję w 1940 roku był opracowywany na podstawie planu Schlieffena. Mówi się jednak, że Adolf Hitler zlekceważył pamięć o Schlieffenie, posuwając się tak daleko, że nakazał, aby nigdy nie wspominać jego imienia w jego obecności i napomniał Waltera Scherffa, oficjalnego kronikarza Wehrmachtu, aby pomijał nazwisko Schlieffena w jakichkolwiek tekstach, które mógłby napisać